# ترمیدور
ترمیدور (به انگلیسی: Thermidor) به ماه یازدهم از ماه‌های تقویم انقلاب فرانسه گفته می‌شود که برابر با ۲۰ ژوئیه تا ۱۸ اوت بوده و از واژه Thermal بمعنی گرم یا گرما می‌باشد. مشهور شدن این اصطلاح مربوط به واقعه ایست که در بیست ۲۷ ژوئیه سال ۱۷۹۴ در فرانسه اتفاق افتاد و طی آن روبسپیر به تیغه گیوتین سپرده شد و دوره ترور پایان یافت.
در ارتباط با انقلاب‌های جهان، ترمیدور به دوره فروکش کردن خشونت و شدت حرکت‌های انقلابی و تبدیل آن به مرحله آرامش و برگشت از ایده‌های انقلابی مشهور شده‌است.
در انقلاب فرانسه، نمایندگان ژاکوبن و مکتبی و متعصب مجلس که با سوء استفاده از موقعیت به موفقیت‌های اقتصادی و سیاسی دست یافته بودند، تحمل روبسپیر فساد ناپذیر بر ایشان مشکل بود پس توطئه محکومیت او را براه انداخته و وی را به تیغه گیوتین سپردند. از آن تاریخ بتدریج انقلاب فرانسه دوره وحشت و دیکتاتوری را ترک کرد.

## علائم دوره ترمیدور
علائم این دوره از انقلاب‌ها شامل برچیده شدن دادگاه‌های انقلابی، بخشوده شدن و بازگشت تبعیدی‌ها و بازمانده‌های رژیم قبل و کاهش تب شعارهاست. پابپای بخشش‌ها و بازگشت میانه‌روها، انقلابی‌های قبلی مورد اتهام و ارعاب قرار گرفته و افراد غیرمتعهد قبلی با تغییر رنگ به کارها بازمی‌گردند. در انقلاب‌های انگلستان، آمریکا و فرانسه موارد مشابه را می‌توان یافت.